# Didymocantha nigra
Didymocantha nigra là một loài bọ cánh cứng trong họ Cerambycidae.